# Stade Augustin-Monédan de Sibang
Le stade Augustin-Monédan de Sibang, est un stade omnisports situé à Libreville au du Gabon,.

## Description
Le stade Augustin Monédan de Sibang est un stade de premier plan utilisé pour les matchs de football à Libreville. 
C'est le domicile des équipes gabonaises Sogéa Football Club, Missile Football Club et AO Cercle Mbéri Sportif du Championnat du Gabon de football D1 . 
Le stade a une capacité de 7 000 personnes.